# Olingo d'Allen
L'olingo d'Allen (Bassaricyon alleni) és una espècie d'olingo de Sud-amèrica, on viu a Bolívia, l'Equador i el Perú.
L'espècie fou anomenada en honor del zoòleg i ornitòleg estatunidenc Joel Asaph Allen.